# Chironomus riihimakiensis
Chironomus riihimakiensis är en tvåvingeart som beskrevs av Wulker 1973. Chironomus riihimakiensis ingår i släktet Chironomus och familjen fjädermyggor. Arten är reproducerande i Sverige. Inga underarter finns listade i Catalogue of Life.